# Роберт Грин
Роберт Пол Грин (енгл. Robert Green; Чертси, 18. јануар 1980) бивши је енглески фудбалер, који је играо на позицији голмана.
Каријеру је почео у Норич ситију, а завршио у Челсију. У периоду од 2005. до 2012. године Грин је био дванаест пута на голу репрезентације Енглеске, а био је голман на Светском првенству 2010. године и Европском првенству 2012. године.

## Рефернеце
1. ↑  Би-Би-Си (31. 5. 2019). „Rob Green: Chelsea and former England goalkeeper to retire” (на језику: енглески). Приступљено 7. 4. 2021.